# Castillo de Alcalá de Guadaíra
El castillo de Alcalá de Guadaíra se encuentra en el municipio español de Alcalá de Guadaíra, provincia de Sevilla, comunidad autónoma de Andalucía, enclavado en el extremo oeste del caserío de Alcalá, acotado físicamente por un meandro del río Guadaíra.
También conocido como Castillo, Recinto amurallado o Recinto fortificado, se trata de un extenso complejo fortificado que se ubica en el Cerro del Castillo y comprende distintos espacios que, de oeste a este, son: el Castillo propiamente dicho, el recinto amurallado de la antigua villa medieval, la alcazaba de la Torre Mocha y las corachas.

## Descripción
El castillo se ubica en el extremo oeste del conjunto y hasta él se llega a través de la explanada de la desaparecida villa medieval. Presenta por el exterior una barbacana, parcialmente destruida en su flanco norte y estructuralmente está formado por un total de once torres con sus trozos de murallas intermedios correspondientes, y en él se distinguen tres recintos interiores independientes entre sí y bien diferenciados. 
El primer recinto es el denominado Patio de la Sima; se ubica al sur, junto al segundo recinto o patio de los Silos, con el que se comunica a través de un paso en recodo, y está delimitado por seis torres, tres de las cuales forman también parte del segundo recinto. En este segundo recinto, delimitado por siete torres, además de los propios silos contiene restos de distintas estructuras —escaleras de acceso al adarve, resto de cuadras, cocinas...—, hoy parcialmente excavadas. Finalmente está el tercer recinto, más pequeño y situado más al oeste, delimitado por tres torres, una de ellas la del Homenaje; se encuentra ocupado por distintas construcciones residenciales de cierto carácter palaciego, y su acceso era posible tras pasar el foso previo desde el Patio de los Silos.
La denominada Torre Mocha se ubica en el extremo opuesto del conjunto fortificado, al este, como un enclave donde se alza una alcazaba con un marcado carácter defensivo respecto a la Puerta de Santa María, la entrada directa desde el centro de la localidad. Cuenta con lienzos y paramentos que tienen cierta complejidad en sus estructuras debido a las numerosas superposiciones y modificaciones de la que ha sido objeto a lo largo del tiempo.
Entre el castillo y la Torre Mocha se levantan la muralla y, en algunos casos, los antemuros que delimitan la explanada de lo que fue la antigua villa medieval de Alcalá. En este tramo existen dos torres, una de ellas ocupada por un centro de transformación. 
La zona más oriental de este recinto, próximo a la Torre Mocha, cuenta con estructuras murarias más complejas entre las que es posible distinguir la rampa que desde los jardines de la villa San José llega hasta el recinto fortificado. En el entorno de la Torre pueden verse unos primeros tramos de muro que corresponden a la barbacana dispuesta frente a ella, a la que hoy se adosa la propia Villa, con un tramo que acaba en el torreón que flanqueaba el paso a la Puerta de Santa María.
Sobre el tramo de muralla entre la Puerta de Santa María y el torreón —de donde arranca el lienzo que baja hasta el arquillo de San Miguel— no hay datos de la existencia de barbacana, aunque aquí la topografía original y sus modificaciones serían suficiente defensa. En ese tramo hay dos torres, desde una de las cuales parte el muro y la barbacana hasta la Puerta de San Miguel, donde se localizan dos torres más que formarían parte de la estructura de acceso en recodo al interior de la explanada de la villa. 
Desde esa misma torre parte la coracha de San Miguel hacia el sur, incluyendo en su trazado al Arquillo de San Miguel que da continuidad a la calle del mismo nombre y acaba en la Puerta de San Fernando desde donde salían los lienzos de la cerca del río, ciñéndose a su cauce y englobando en su interior el arrabal de San Miguel.

## Historia

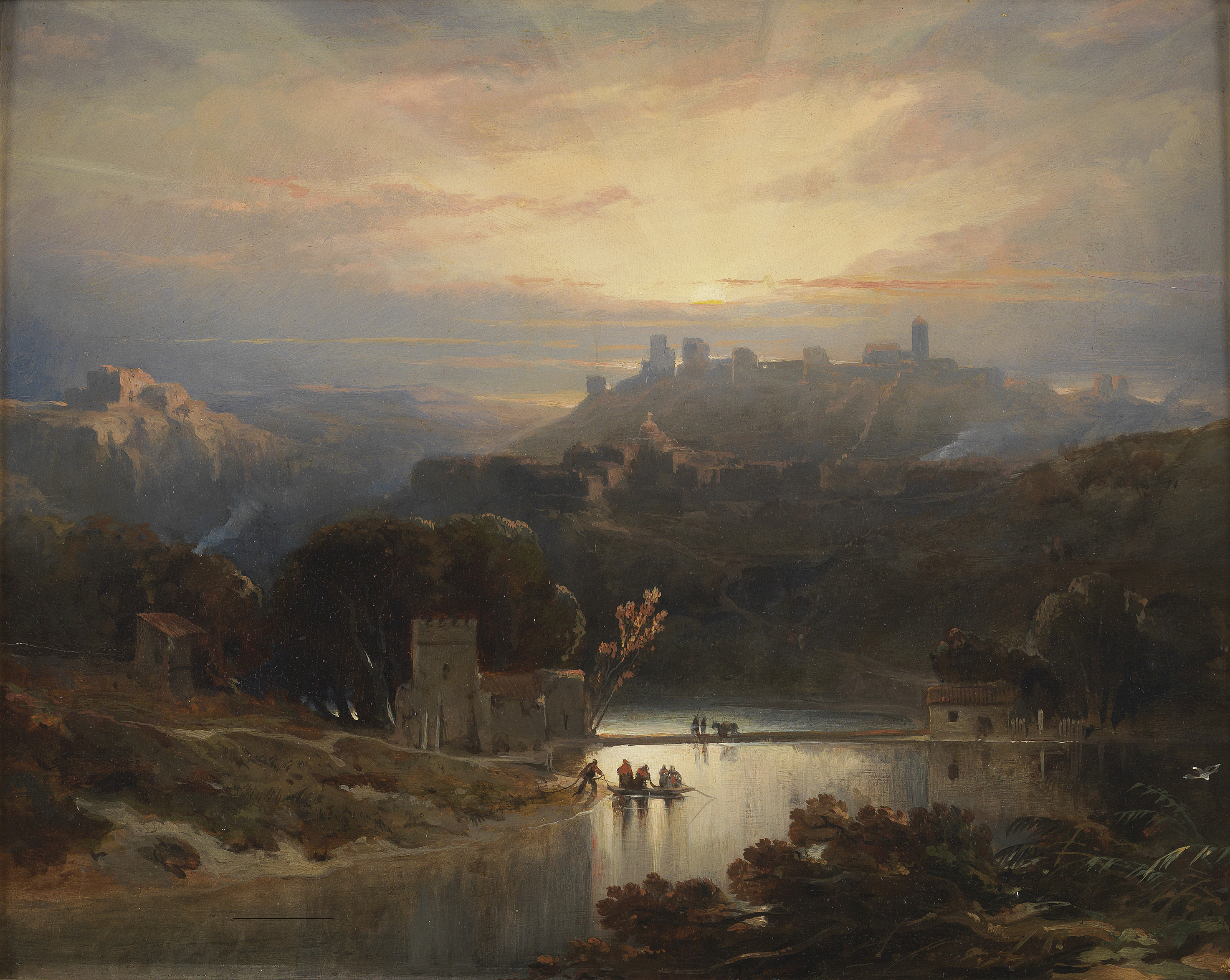
Pintura de David Roberts de 1833

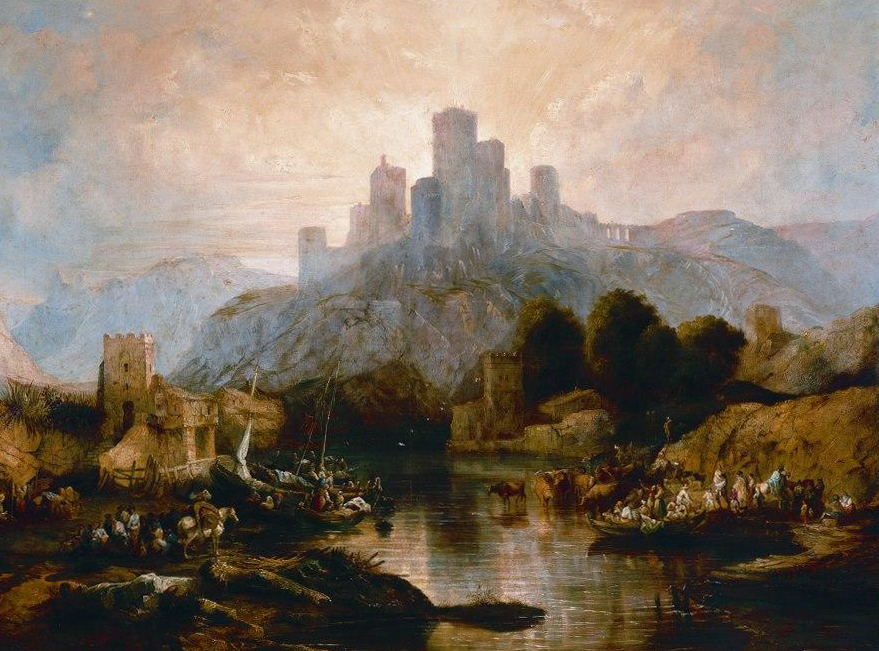
Pintura de Jenaro Pérez Villaamil de 1843

El conjunto fortificado de Alcalá de Guadaíra es el resultado de un continuo proceso de superposiciones y transformaciones de estructuras militares y domésticas, que comenzarían con un primer asentamiento ibérico.
Durante la época islámica se pueden distinguir en el ámbito del castillo al menos dos grandes períodos, siendo posible suponer, con muchas reservas, la existencia de una fortificación en torno al siglo IX, aunque no han aparecido restos arqueológicos, ni datos cronológicos. 
Por el contrario no hay dudas en cuanto a la fecha, en torno a la segunda mitad del siglo XII y primer tercio del siglo XIII, de la fortificación generalizada de Alcalá. En concreto, los años 1162 y 1172, asociados con Abu Yacub Yusuf, se cree que pueden corresponder a periodos de obras significativas. Desde mediados del siglo XIII y hasta principios del siglo XIV la fortificación toma su forma definitiva, apoyada en las construcciones y trazados anteriores (almohades básicamente); siendo el castillo durante este tiempo el baluarte defensivo de Sevilla en la frontera con el Reino de Granada. Según los datos más fiables, el núcleo de la obra actual del castillo se construiría desde el año de la reconquista de Alcalá (1246) hasta mediados del XIV. 
Tras algunas intervenciones para refuerzos y reparaciones, el último gran proceso de mejora del sistema defensivo del conjunto alcalareño llega entre 1471 y 1477, correspondiente a la etapa en que es ocupado por Rodrigo Ponce de León y Núñez, marqués de Cádiz, que lo convierte en su base de operaciones contra las poblaciones de Sevilla y Jerez. 
A partir de ese último año, el recinto fortificado va deteriorándose progresivamente, al perder su función defensiva, siendo escasas las transformaciones que se llevan a cabo sobre sus muros y torres desde el siglo XVI hasta el XIX. Con el paso del tiempo, el espacio ocupado por la desaparecida villa medieval, encerrado en sus murallas, se encuentra muy modificado en su parte más elevada como consecuencia de los distintos rellenos, explanaciones y aterrazamientos efectuados hacia la mitad del siglo XX, cuando se llevó a este Cerro del Castillo la Feria de Alcalá.

## Restauraciones
A pesar del abandono de los siglos XIX y XX, en 1998 se retomaron los trabajos de restauración; enmarcados en el “plan ALMENA”.
En 2010 se inició la restauración del Frente Norte de la Alcazaba Occidental, con el fin de recuperar las cuatro torres y los cuatro lienzos de muralla que hay entre ellas. Dentro de esta misma ejecución se rehabilitaron los paños de muralla, así como el Camino de Ronda. El presupuesto final para esta intervención en el Castillo de Alcalá de Guadaíra fue de 544 199,41 euros, ejecutada por la empresa de construcción Díaz Cubero.
En el mismo periodo de tiempo se ejecutaban los trabajos de restauración del Patio de la Sima.
En una tercera fase de rehabilitación que comienza en el año 2017, los trabajos se centran en la Torre de Entrepatios. Tras varios estudios de arquitectos y arqueólogos, se determina que la intervención es vital para la conservación de esta pieza; que ya había sufrido desprendimientos en el año 2014. Con un presupuesto de 124.442,72 euros se inician los trabajos de consolidación de las fachadas e intervención en escaleras de acceso y cubiertas.